# Kollpaniidae
I kollpaniidi (Kollpaniidae) sono un gruppo di mammiferi estinti, forse ascrivibili ai meridiungulati e probabilmente imparentati con i litopterni. Vissero nel Paleocene inferiore (circa 65 - 64 milioni di anni fa) e i loro resti fossili sono stati ritrovati in Sudamerica.

## Descrizione
Questi animali sono noti solo per resti della dentatura e delle mascelle, ed è quindi impossibile ipotizzarne l'aspetto. Dal raffronto con alcuni animali forse simili rinvenuti in Nordamerica (come Hyopsodus), si suppone che i kollpaniidi fossero di piccole dimensioni, dal corpo allungato e dalle zampe corte. È probabile che non superassero i 30 centimetri di lunghezza (coda esclusa) e che non raggiungessero il peso di un chilogrammo. I kollpaniini erano caratterizzati da una dentatura bunodonte, con cuspidi basse e arrotondate. Nei molari inferiori, il metaconide era situato molto posteriormente rispetto al protoconide, era rigonfio e si addentrava nel bacino del talonide posteriormente. Il paracristide era corto trasversalmente e fortemente arcuato posteriormente, Non era presente l'entocristide, mentre l'ipoconide era molto rigonfio e occupava la parte mediale del talonide, il cui bacino era ridotto a formare un solco obliquo molto aperto lingualmente. Rispetto alle forme nordamericane come Mioclaenus e Choeroclaenus, i kollpaniidi erano caratterizzati anche da un ipoconulide del terzo molare inferiore con una parte posteriore meno convessa. È probabile che almeno alcune forme fossero dotate di un muso appuntito e stretto.

## Classificazione
I kollpaniidi sono un gruppo piuttosto enigmatico di mammiferi euteri sudamericani; i loro resti sono stati ritrovati esclusivamente nella zona di Tiupampa, in Bolivia, dove rappresentano oltre i due terzi di tutti i mammiferi placentali presenti nel giacimento. La storia tassonomica dei Kollpaniidae è piuttosto complicata: la specie tipo, Kollpania tiupampina, venne inizialmente classificata come un marsupiale; successivamente venne non solo riconosciuta come un mammifero placentato, ma addirittura considerata conspecifica con un altro mammifero descritto nel giacimento di Tiupampa, Tiuclaenus minutus. Nel frattempo era stata però già istituita la sottofamiglia Kollpaniinae (Marshall, Case e Woodburne, 1990); anche se Kollpania non è più ritenuto un genere valido, le regole della tassonomia indicano che il nome Kollpaniinae è da considerarsi valido. Per lungo tempo il taxon Kollpaniinae è stato considerato una sottofamiglia sudamericana di una famiglia di "condilartri" tipicamente nordamericani, i Mioclaenidae. Successive indagini hanno indicato che i Kollpaniinae formerebbero un clade a sé stante, simili per caratteristiche dentarie ma non strettamente imparentati con i veri mioclenidi; pertanto, il clade Kollpaniinae è assurto a rango di famiglia e denominato Kollpaniidae (Chimento e Agnolin, 2020). 
I Kollpaniidae comprendono cinque generi (Andinodus, Molinodus, Pucanodus, Simoclaenus, Tiuclaenus), tutti rinvenuti nella zona di Tiupampa e differenti fra loro solo per alcune caratteristiche dentarie. In ogni caso, sembra che le parentele dei kollpaniidi siano da ricercare tra alcuni gruppi di ungulati sudamericani, come i litopterni e i didolodonti. Alcune ricerche indicano che tutti questi gruppi siano molto vicini all'origine dei perissodattili, sulla base di alcune caratteristiche dentarie come la presenza di un metacono sul terzo premolare superiore più piccolo del paracono, un metaconide sul terzo premolare inferiore vicino al protoconide, l'assenza dell'entoconide del quarto premolare inferiore e l'ipoconulide del secondo molare inferiore separato dall'ipolofide.

## Paleoecologia
I kollpaniidi sono tra i più antichi placentati sudamericani; la loro dentatura indica che dovevano nutrirsi di frutta e foglie tenere; probabilmente erano animali terrestri e non arboricoli. 